# Djabe-Foulbe
Djabe-Foulbe est un village de la commune de Martap située dans la Région de l'Adamaoua et le département de la Vina au Cameroun.

## Population
En 1967, Djabe-Foulbe comptait 157 personnes principalement Foulbé, comme son nom l'indique. Cependant, lors du recensement de 2005, on y a dénombré 508 habitants dont 249 de sexe masculin et 259 de sexe féminin tandis que les diagnostics  du Plan communal de développement (PCD) de la commune de Martap, réalisé en 2015, ont dénombré 255 personnes dont 150 de sexe masculin et 105 de sexe féminin.

## Climat
La commune de Martap se caractérise par un climat tropical. On note une légère variation de température tout au long de l'année ; 22,0 °C en juillet et 24,5 en mars. Cependant, la variation des précipitations atteint les 272 mm entre 274 mm au mois d'août et seulement 2 mm en décembre et en janvier.

## Projets sociaux et économiques
Vu le retard que connaît la commune de Martap sur le plan infrastructurel, Le Programme National de Développement Participatif a décidé d'appuyer et d'actualiser le Plan communal de développement de 2008. Le nouveau PCD, réalisé en 2015, a mis en place plusieurs projets qui impliquaient tous les villages et tous les secteurs.

### Projets sociaux
La réalisation d'un forage était le projet prioritaire suivi de la construction d'un bloc de deux salles de classe, puis de la construction d'un point d'abreuvement (puits pastoral) et finalement de l'étude de faisabilité pour l'aménagement des pistes menant aux bassins agricoles (Djabe Mbissouna Mikai). Le coût estimatif de ces quatre projets était de 47 550 000 Francs CFA.

### Projets économiques
Trois projets économiques ont été planifiés pour permettre à la commune de Martap de surpasser ses difficultés. Le premier projet était la construction d'un magasin de stockage et coûtait 1 500 000 Francs CFA. Le deuxième et le troisième projet étaient respectivement la construction d'un bain détiqueur et la construction d'un hangar au point de vente. Leur coût estimatif était de 25 000 000 Francs CFA.